# Phú Lộc, Krông Năng
Phú Lộc là một xã thuộc huyện Krông Năng, tỉnh Đắk Lắk, Việt Nam.
Xã có diện tích 33,44 km², dân số năm 1999 là 9.914 người, mật độ dân số đạt 297 người/km².